# James A. McKenzie

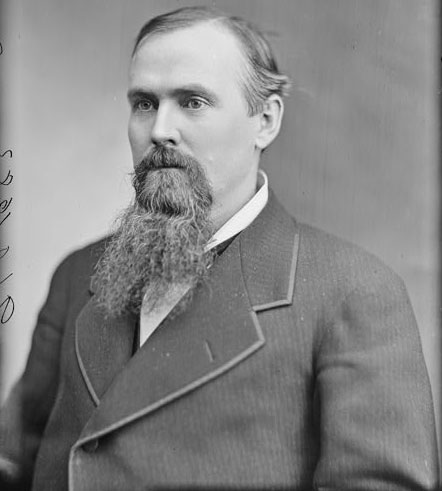
James A. McKenzie

James Andrew McKenzie (* 1. August 1840 in Bennettstown, Christian County, Kentucky; † 25. Juni 1904 in Oak Grove, Kentucky) war ein US-amerikanischer Politiker. Zwischen 1877 und 1883 vertrat er den Bundesstaat Kentucky im US-Repräsentantenhaus. Von 1893 bis 1897 war er außerdem amerikanischer Gesandter in Peru.

## Werdegang
James McKenzie war ein Onkel des Kongressabgeordneten J. McKenzie Moss (1868–1929). Er besuchte die öffentlichen Schulen seiner Heimat sowie das Centre College in Danville. Nach einem anschließenden Jurastudium und seiner 1861 erfolgten Zulassung als Rechtsanwalt begann er in Hopkinsville in diesem Beruf zu praktizieren. Während des Bürgerkrieges diente er als Soldat im Heer der Konföderation.
McKenzie war Mitglied der Demokratischen Partei. In den Jahren 1867 bis 1871 saß er als Abgeordneter im Repräsentantenhaus von Kentucky. Bei den Kongresswahlen des Jahres 1876 wurde er im zweiten Wahlbezirk von Kentucky in das US-Repräsentantenhaus in Washington, D.C. gewählt, wo er am 4. März 1877 die Nachfolge von John Young Brown antrat. Nach zwei Wiederwahlen konnte er bis zum 3. März 1883 drei Legislaturperioden im Kongress absolvieren. Für die Wahlen des Jahres 1882 wurde er von seiner Partei nicht mehr nominiert.
Zwischen 1884 und 1888 war McKenzie als Secretary of State geschäftsführender Beamter der Staatsregierung von Kentucky. 1893 vertrat er seinen Staat auf der World’s Columbian Exposition, der Weltausstellung in Chicago. Im selben Jahr wurde er von Präsident Grover Cleveland zum amerikanischen Gesandten in Peru ernannt. Dieses Amt bekleidete er als Nachfolger von John Hicks zwischen dem 24. Juni 1893 und dem 13. April 1897. Nach seiner Zeit im diplomatischen Dienst zog sich James McKenzie auf seine Farm nahe Long View zurück. Er starb am 25. Juni 1904 in Oak Grove.